# 鳥取滋治郎
鳥取 滋治郎（とっとり しげじろう、1924年〈大正13年〉2月1日 - 2013年〈平成25年〉2月10日）は、日本の実業家。鳥取綱太郎（元四国コカ・コーラボトリング社長）は実兄。憲仁親王妃久子の父。承子女王、千家典子、守谷絢子は孫にあたる。

## 経歴
香川県三豊郡笠田村（現三豊市豊中町）出身。鳥取為三郎の二男。東京帝国大学法学部を卒業した。
東邦物産の専務、フランス三井物産の社長、東海観光会長などを務めた。
晩年は日本学生協会基金で講演を行うなどの活動をしていた。
2002年（平成14年）に娘婿に当たる皇族の高円宮憲仁親王の葬儀では親族総代を務めた。
2013年（平成25年）2月10日に急性白血病のため死去。89歳没。

## 家族・親族

### 鳥取家
（香川県三豊市豊中町、東京都）
鳥取家は香川県三豊郡笠田村（現三豊市豊中町）の旧家である。
- 祖父・治郎八（農業[9]、香川県多額納税者[9]）

嘉永6年4月生 - 没
1886年（明治19年）家督を相続する。農業を営み香川県多額納税者である。
- 父・為三郎（地主[3]、多額納税者[3]）

1888年（明治21年）2月生 - 没
1911年（明治44年）早大商科を卒業し祖業を継ぎ仁尾塩田、讃岐煉瓦各会社の取締役である。宗教は浄土真宗。
- 母・久壽[3]（或は久嘉[4]）（香川、岩井徳一の妹[10]）

1898年（明治31年）1月生 - 没
- 兄・綱太郎（実業家）

1919年（大正8年）12月生 - 2006年（平成18年）3月2日没
- 姉・マス、アキ、ミチ[10]
- 妹 ノブ[10]
- 妻・二三子（友田二郎（外交官・宮内庁式部官）の長女）[12][13]

1927年（昭和2年）生 - 2023年（令和5年）7月18日没
フランス語婦人会（ALF）で事務局長、会長、特別顧問を歴任。
2013年、フランス共和国レジオン・ドヌール勲章オフィシエを受章。祖父である曾我祐邦、父親である友田二郎に続き、三世代連続でのレジオン・ドヌール勲章受章となった。
- 長女・久子（高円宮憲仁親王妃）